# أولاد امغار (أولاد امغار)
أولاد امغار هو دُوَّار يقع بجماعة أولاد أمغار، إقليم الدريوش، جهة الشرق في المملكة المغربية. ينتمي الدوّار لمشيخة أولاد امغار التي تضم 14 دوار. يُقدَّر عدد سكانه بـ 606 نسمة، حسب الإحصاء الرسمي للسكان والسكنى لسنة 2004.

## روابط خارجية
- البوابة الوطنية للجماعات الترابية
- المندوبية السامية للتخطيط